# Baía Diogo Cão
Baía Diogo Cão är en vik i Angola.   Den ligger i provinsen Zaire, i den nordvästra delen av landet, 300 kilometer norr om huvudstaden Luanda.
Trakten runt Baía Diogo Cão består huvudsakligen av våtmarker. Runt Baía Diogo Cão är det mycket glesbefolkat, med 7 invånare per kvadratkilometer. Savannklimat råder i trakten. 